# Aaron Clapham
Aaron Daniel Clapham (Christchurch, 1987. január 15.) új-zélandi válogatott labdarúgó, aki jelenleg a Canterbury United játékosa.

## Válogatott
| Válogatott | Szezon   | Mérkőzés | Gól |
| ---------- | -------- | -------- | --- |
| Új-Zéland  |          |          |     |
| 2010       | 2        | 0        |     |
| 2011       | 3        | 0        |     |
| 2012       | 4        | 0        |     |
| 2013       | 4        | 0        |     |
| 2014       | 0        | 0        |     |
| 2015       | 0        | 0        |     |
| 2016       | 0        | 0        |     |
| Összesen   | Összesen | 13       | 0   |